# Béla Bartusek
Béla Bartusek (* 19. Juli 1922 oder 16. Dezember 1928 in Budapest) ist ein ehemaliger ungarischer Radrennfahrer und nationaler Meister im Radsport.

## Leben
Béla Bartusek begann seine Laufbahn als Radrennfahrer 1948 bei dem Verein Postás SE Budapest, sein erster Trainer war der Olympiateilnehmer Ferenc Pelvássy. Bis 1950 arbeitete er als Elektriker bei der Firma Szikra. In dem Jahr wechselte er zum Verein Honvéd Budapest und wurde dort von Zoltán Karaki trainiert. 1952 legte er eine Prüfung als Sportoffizier ab. Von 1955 bis 1988 war er als Mechaniker bei der Fahrradfabrik Csepel tätig. 1957 wechselte er zum Verein Csepel SC und wurde von Gyula Gere trainiert. Im Jahr 1960 legte er eine Prüfung zum Trainer ab und war 1962 Mitbegründer der Radsportschule in Csepel. Er war als Trainer in der Radsportabteilung des Verein Csepel SC tätig, zu seinen Schülern zählte neben anderen Tibor Debreceni. Von 1988 bis 1991 arbeitete er als Mechaniker bei der Fahrradfabrik Schwinn in Csepel. Bartusek war Mitglied in der Trainervereinigung des ungarischen Radsportverbandes.

## Sportliche Laufbahn
Bartusek war Straßenradsportler und im Querfeldeinrennen (heutige Bezeichnung Cyclosport) aktiv. 1951 gewann er die nationale Meisterschaft im Querfeldeinrennen, 1952 im Straßenrennen über 200 Kilometer.
1953 wurde er Zweiter der Ungarn-Rundfahrt hinter József Kiss-Dala. In der DDR-Rundfahrt 1951 kam er auf den 15. Platz und gewann zwei Etappen. Die nationale Meisterschaft in der Mannschaftsverfolgung gewann er 1955 und 1956. In der Internationalen Friedensfahrt 1951 und 1953 schied er aus. Im Straßenrennen der Studentenweltmeisterschaften 1954 wurde er Vierter.